# Masciago Primo
Masciago Primo est une commune italienne de la province de Varèse dans la région Lombardie en Italie.

## Toponyme
Provient du nom latin Maccius avec l'ajout du suffixe génitif -acus.

## Administration
| Période                                  | Période  | Identité        | Étiquette | Qualité   |
| ---------------------------------------- | -------- | --------------- | --------- | --------- |
| 8/6/2009                                 | En cours | Vincenzo Maffei |           | physicien |
| Les données manquantes sont à compléter. |          |                 |           |           |

### Hameaux
Ronchei, Roncaccio